# Ussurigone melanocephala
Ussurigone melanocephala là một loài nhện trong họ Linyphiidae.
Loài này thuộc chi Ussurigone. Ussurigone melanocephala được Kirill Yuryevich Eskov miêu tả năm 1993.